# Ashes of the Wake
Ashes of the Wake é o quarto álbum de estúdio da banda de groove metal americana Lamb of God, lançado em 31 de agosto de 2004, pela Epic Records.
O álbum saiu em 27º lugar no ranking da Billboard 200, vendendo 35.000 cópias na primeira semana e foi nomeado o 49º melhor álbum de guitarra de todos os tempos pela Guitar World. Ashes of the Wake é bem mais político que os trabalhos anteriores, direcionado a guerra do Iraque, com temas inclusos em músicas como "Ashes Of The Wake", "Now You've Got Something To Die For", "One Gun" e "The Faded Line". Ao final de agosto de 2006, o álbum já havia vendido mais de 260.000 cópias.

## Faixas
Todas as faixas por Lamb of God.
1. "Laid to Rest" - 3:50
2. "Hourglass" (escrita por Willie Adler) - 4:00
3. "Now You've Got Something to Die For" - 3:39
4. "The Faded Line" - 4:37
5. "Omerta" - 4:45
6. "Blood of the Scribe" (escrita por Willie Adler) - 4:23
7. "One Gun" - 3:59
8. "Break You" - 3:35
9. "What I've Become" - 3:28
10. "Ashes of the Wake" (escrita por Willie Adler) - 5:45
11. "Remorse Is for the Dead" (escrita por Mark Morton) - 5:41
12. "Another Nail For Your Coffin" (Faixa bónus japonesa) - 4:37

A primeira impressão do álbum veio com um disco bônus intitulado "Pure American Metal" com as seguintes faixas:
1. "Bloodletting" (do álbum Burn the Priest) - 1:58
2. "The Subtle Arts of Murder and Persuasion" (do álbum New American Gospel) - 4:10
3. "11th Hour" (do álbum As the Palaces Burn) - 4:43
4. "Black Label" (Ao vivo) (do DVD Terror and Hubris) - 4:37
5. "Laid to Rest" (Demo) - 3:47

| Críticas profissionais                                                      | Críticas profissionais |
| Avaliações da crítica                                                       | Avaliações da crítica  |
| Fonte                                                                       | Avaliação              |
| --------------------------------------------------------------------------- | ---------------------- |
| allmusic                                                                    | [ 3 ]                  |
| Blender                                                                     | [ 4 ]                  |
| Blabbermouth.net                                                            | [ 5 ]                  |
| Esta tabela precisa de ser acompanhada por texto em prosa. Consulte o guia. |                        |

## Paradas
| Ano  | Parada              | Posição |
| ---- | ------------------- | ------- |
| 2004 | Billboard 200       | 27      |
| 2004 | Top Internet Albums | 27      |

## Créditos
- Randy Blythe - Vocal
- Mark Morton - Guitarra Solo, Guitarra Base
- Willie Adler - Guitarra Solo, Guitarra Base
- John Campbell - Baixo
- Chris Adler - Bateria, Percussão
- Alex Skolnick (da banda Testament) - Solo em "Ashes of the Wake"
- Chris Poland (ex-Megadeth) - Solo em "Ashes of the Wake"